# Tom Weilandt
Tom Weilandt (Rostock, 27 aprile 1992) è un ex calciatore tedesco, di ruolo attaccante.

## Carriera
Ha giocato nella seconda divisione tedesca con varie squadre.

## Statistiche

### Presenze e reti nei club
Statistiche aggiornate al 18 settembre 2021.
| Stagione              | Squadra               | Campionato            | Campionato | Campionato | Coppe nazionali | Coppe nazionali | Coppe nazionali | Coppe continentali | Coppe continentali | Coppe continentali | Altre coppe | Altre coppe | Altre coppe | Totale | Totale |
| Stagione              | Squadra               | Comp                  | Pres       | Reti       | Comp            | Pres            | Reti            | Comp               | Pres               | Reti               | Comp        | Pres        | Reti        | Pres   | Reti   |
| --------------------- | --------------------- | --------------------- | ---------- | ---------- | --------------- | --------------- | --------------- | ------------------ | ------------------ | ------------------ | ----------- | ----------- | ----------- | ------ | ------ |
| apr. 2011             | Hansa Rostock         | 3L                    | 1          | 0          |                 | -               | -               |                    | -                  | -                  |             | -           | -           | 1      | 0      |
| 2011-2012             | Hansa Rostock         | 2L                    | 24         | 1          | CG              | 1               | 0               |                    | -                  | -                  |             | -           | -           | 25     | 1      |
| 2012-2013             | Hansa Rostock         | 3L                    | 34         | 7          |                 | -               | -               |                    | -                  | -                  |             | -           | -           | 34     | 7      |
| Totale Hansa Rostock  | Totale Hansa Rostock  | Totale Hansa Rostock  | 59         | 8          |                 | 1               | 0               |                    | -                  | -                  |             | -           | -           | 60     | 8      |
| 2013-2014             | Greuther Fürth        | 2L                    | 23         | 3          | CG              | 1               | 0               |                    | -                  | -                  |             | -           | -           | 24     | 3      |
| 2014-2015             | Greuther Fürth        | 2L                    | 22         | 5          | CG              | 2               | 0               |                    | -                  | -                  |             | -           | -           | 24     | 5      |
| 2015-2016             | Greuther Fürth        | 2L                    | 17         | 2          | CG              | 1               | 0               |                    | -                  | -                  |             | -           | -           | 18     | 2      |
| Totale Greuther Fürth | Totale Greuther Fürth | Totale Greuther Fürth | 62         | 10         |                 | 4               | 0               |                    | -                  | -                  |             | -           | -           | 66     | 10     |
| 2016-2017             | Bochum                | 2L                    | 22         | 3          | CG              | 1               | 0               |                    | -                  | -                  |             | -           | -           | 23     | 3      |
| 2017-2018             | Holstein Kiel         | 2L                    | 18         | 1          |                 | -               | -               |                    | -                  | -                  |             | -           | -           | 18     | 1      |
| 2018-2019             | Bochum                | 2L                    | 27         | 9          | CG              | 1               | 0               |                    | -                  | -                  |             | -           | -           | 28     | 9      |
| 2019-2020             | Bochum                | 2L                    | 22         | 0          | CG              | 1               | 0               |                    | -                  | -                  |             | -           | -           | 23     | 0      |
| 2020-2021             | Bochum                | 2L                    | 0          | 0          |                 | -               | -               |                    | -                  | -                  |             | -           | -           | 0      | 0      |
| 2021-2022             | Bochum                | BL                    | 0          | 0          |                 | -               | -               |                    | -                  | -                  |             | -           | -           | 0      | 0      |
| Totale Bochum         | Totale Bochum         | Totale Bochum         | 49         | 9          |                 | 2               | 0               |                    | -                  | -                  |             | -           | -           | 51     | 9      |
| Totale carriera       | Totale carriera       | Totale carriera       | 210        | 31         |                 | 8               | 0               |                    | -                  | -                  |             | -           | -           | 218    | 31     |

## Palmarès

### Club

#### Competizioni nazionali
- Campionato tedesco di seconda divisione: 1

Bochum: 2020-2021